# Virmajärvi
Der Virmajärvi (russisch Вирмаярви) ist ein etwa einen Kilometer langer See auf der Grenze zwischen Finnland und Russland. Er liegt 19 km östlich der Ortschaft Hattuvaara.
Der östlichste Punkt Finnlands und des Festlandsgebiets der Europäischen Union (abgesehen von überseeischen Ländern liegt der östlichste Punkt der EU auf Zypern) und des Schengen-Gebiets liegt auf einer kleinen, sumpfigen Insel ohne Namen inmitten des Sees. Auf der Insel steht der Grenzstein № 277 mit zwei Grenzpfählen zu beiden Seiten (№ III/277/577).
Da sich der See in der russischen Grenzzone westlich der Grenzbefestigungen befindet, ist es für Touristen unmöglich, ihn von russischer Seite zu erreichen. Auf finnischer Seite liegt der See ebenfalls in der Grenzzone (finnisch Rajavyöhyke), ist aber ohne Genehmigung bis zum Ufer zugänglich. Eine Straße führt von Hattuvaara bis nahe an den Aussichtspunkt. Am Seeufer gibt es eine Aussichtsplattform mit Blick auf die Grenzmarkierungen. Für Touristen sind ein hölzernes Gedenkschild und Informationstafeln, sogar in Deutsch, aufgestellt. Der See selbst ist Sperrgebiet.